# Ла-Уньон (місто, Сальвадор)
Ла-Уніо́н — місто в Сальвадорі, на березі затоки Фонсека Тихого океану, адміністративний центр департаменту Ла-Уніон. Населення 34 045 чоловік (2007)